# Грандван
Грандван (фр. Grandevent) — громада в Швейцарії в кантоні Во, округ Юра-Нор-Водуа.

## Географія
Громада розташована на відстані близько 65 км на захід від Берна, 34 км на північ від Лозанни.
Грандван має площу 3,4 км², з яких на 3,2 % дозволяється будівництво (житлове та будівництво доріг), 45,1 % використовуються в сільськогосподарських цілях, 51,7 % зайнято лісами, 0 % не є продуктивними (річки, льодовики або гори).

## Демографія
2019 року в громаді мешкало 221 особа (+3,3 % порівняно з 2010 роком), іноземців було 11,3 %. Густота населення становила 64 осіб/км².
За віковим діапазоном населення розподілялося таким чином: 20,8 % — особи молодші 20 років, 62,4 % — особи у віці 20—64 років, 16,7 % — особи у віці 65 років та старші. Було 88 помешкань (у середньому 2,5 особи в помешканні).